# Wybory do Parlamentu Europejskiego w Luksemburgu w 2009 roku
Wybory do Parlamentu Europejskiego VII kadencji w Luksemburgu zostały przeprowadzone 7 czerwca 2009. Zgodnie z postanowieniami traktatu nicejskiego w ich wyniku zostało wybranych 6 deputowanych. Wybory zakończyły się zwycięstwem rządzących chadeków premiera Jean-Claude'a Junckera. Układ mandatów pozostał taki sam jak po poprzednich wyborach.

## Wyniki
| Lista wyborcza                                 | %     | Mandaty |
| ---------------------------------------------- | ----- | ------- |
| Chrześcijańsko-Społeczna Partia Ludowa         | 31,3% | 3       |
| Luksemburska Socjalistyczna Partia Robotniczax | 19,5% | 1       |
| Partia Demokratycznax                          | 18,6% | 1       |
| Zieloni                                        | 16,8% | 1       |
| Alternatywna Demokratyczna Partia Reformx      | 7,4%  | 0       |
| Lewica                                         | 3,4%  | 0       |
| Komunistyczna Partia Luksemburgax              | 1,5%  | 0       |
| Lista Obywatelskax                             | 1,4%  | 0       |
| Razem                                          | 100   | 6       |